# Наґаока-кьо

Наґао́ка-Кьо́ (яп. 長岡京市, ながおかきょうし, МФА: [nagaoka kʲoː ɕi]?) — місто в Японії, в префектурі Кіото.     Отримало статус міста 2006 року. Площа становить 19,18 км². Станом на 1 жовтня 2017 року населення складало 80 424  осіб, густота населення — 4190 осіб/км².     

## Історія
Наґаока-кьо названа на честь однойменного міста, що було столицею Японію протягом 784–794 років. Тут розташовувався палац Імператора Камму. 794 року нову столицю перенесли до Кіото, а на території старої столиці утворилося декілька сільськогосподарських поселень та портів.
Наґаока-кьо отримала статус міста 1 січня 2006 року. Воно виникло в результаті перейменування міста Наґао́ка (яп. n長岡市, ながおかし, МФА: [nagaoka ɕi̥]), що було утворене того самого дня.